# Henk de Bakker
Hendrik (Henk) de Bakker (Heijplaat, Rotterdam, 23 mei 1923 - Wageningen, 5 december 2018) was een Nederlands bodemkundige, doctor in de landbouwwetenschappen en een van de grondleggers van het Nederlandse systeem van bodemclassificatie.

## Leven en werk
Om aan de Duitse Arbeidsdienst te ontkomen moest de Bakker in 1943 onderduiken op een akkerbouwbedrijf in het westen van Noord-Brabant, waar hij kennis opdeed over de landbouw. In 1944 zat de Bakker als onderduiker in Barendrecht bij Jan van den Hoek, hoofdassistent van de Landbouwvoorlichtingsdienst. Hier maakte hij kennis met prof. dr. C.H. Edelman van de Landbouwhogeschool Wageningen en Leen Pons, die eveneens in de omgeving waren ondergedoken. Pons verrichtte in de Zuidpolder bij Barendrecht bodemkundig veldwerk. Toen professor Edelman eens op bezoek kwam, geraakte De Bakker enthousiast door diens verhalen over de bedijkingsgeschiedenis van de polders, afzettingen van de Sint-Elisabethsvloed en overslibde Romeinse wegen.
De Bakker was lid van de Binnenlandse Strijdkrachten.
In 1945 kreeg De Bakker een baan bij de Stichting voor Bodemkartering, waar Edelman directeur van was. In de eerste jaren was hij betrokken bij bodemkarteringen in verschillende delen van Nederland. Na de watersnoodramp werd hij overgeplaatst naar Wageningen en kreeg daar de opdracht om een systeem voor de Nederlandse bodemclassificatie op te zetten. Dit leidde tot de publicatie van het Systeem van bodemclassificatie voor Nederland in 1966, samen met Jaap Schelling.
Begin jaren 50 was hij een van de Europese bodemkundigen die hebben bijgedragen aan de 7th approximation, de voorloper van de  Amerikaanse Soil Taxonomy.
In 1983 werd aan Dr. h.c. ing. De Bakker door de Landbouwhogeschool Wageningen een eredoctoraat verleend voor zijn "uitmuntende bijdragen op het gebied van bodemclassificatie". In 2009 werd de Bakker als eerste buitenlander benoemd tot erelid van de Duitse bodemkundige vereniging. Ter gelegenheid van het 75-jarig bestaan van de Nederlandse Bodemkundige Vereniging werd bij die vereniging een erelidmaatschap ingesteld; De Bakker werd toen een van de twee eerste ereleden.
Hij overleed uiteindelijk eind 2018 op ruim 95-jarige leeftijd.